# Big Time Rush
Big Time Rush je ameriška televizijska serija o glasbeni komediji, ki se je prvotno predvajala na Nickelodeonu od 28. novembra 2009 do 25. julija 2013. Ustvaril ga je Scott Fellows .  Osredotoča se na štiri mlade hokejiste iz Minnesote: Kendall Knight, Jamesa Diamonda, Carlosa Garcia in Logana Mitchella, potem ko jih mega glasbeni producent Gustavo Rocqueja izbere za fantovski bend.  

## O seriji
Serija se je premierno predstavila pilotno epizodo, " Big Time Audition ", na Nickelodeonu, 28. novembra 2009. Njena uradna premiera epizoda pa se je premierno predstavila 18. januarja 2010. Druga sezona serije je bila premierno prikazana 25. septembra 2010. 24. maja 2011 je bil Big Time Rush priprajen za tretjo sezono, snemanje pa naj bi se začela januarja 2012.  Tretja sezona je bila premierno predstavljena 12. maja 2012.  10. marca 2012 je bila premierno prikazana filmska priredba z imenom "Big Time Movie", ki temelji na seriji. 6. avgusta 2012 je Nickelodeon posnel še četrto sezono v 13 epizodah. Snemanje se začela 7. januarja 2013. Četrta sezona je bila premierno prikazana 2. maja 2013 in je 25. julija 2013 predvajala finale serije "Sanje velikega časa". S serijo 74 epizod, ki se v štirih letih raztezajo v štirih sezonah, je Big Time Rush ena najdaljših televizijskih serij v zgodovini omrežja, od šestega do Skrivnega sveta Alexa Macka, Every Witch Way, All To se bojite teme?, in iCarly . 

## Liki v seriji

### Glavne vloge
- Kendall Schmidt kot Kendall Knight, vodja skupine
- James Maslow kot James Diamond, čedni igralec skupine
- Carlos Pena Jr. kot Carlos Garcia, nori, divji in zabavni ljubi eden od skupin
- Logan Henderson kot Logan Mitchell, "ta" pameten iz skupine
- Ciara Bravo kot Katie Knight, Kendallova mlajša sestra
- Stephen Kramer Glickman kot Gustavo Rocque, menedžer skupine
- Tanya Chisholm kot Kelly Wainwright Gustavova pomočnica

### Ostale vloge v seriji
- Katelyn Tarver kot Jo Taylor, igralka, pevka, in Kendallova punca
- Challen Cates kot Jennifer Knight, Mati od Kendalla in Katie, ki skrbi za fante v LA
- Erin Sanders kot Camille Roberts, Jo in Lucyna najboljša prijateljica in Loganovo dekle
- Malese Jow kot Lucy Stone, punk rocker, in Jamesovo ljubezensko zanimanje
- Matt Riedy kot Arthur Griffin, Gustavov šef
- David Anthony Higgins kot Reginald Bitters, upravitelj Palm Woods
- Denyse Tontz kot Jennifer 1 in kasneje Carlosova punca
- Spencer Locke (1. sezona) in Kelli Goss kot Jennifer 2
- Savannah Jayde kot Jennifer 3
- Tucker Albrizzi kot Tyler Duncan, zvezda reklam Juice Box, in sosed iz Palm Woodsa
- Barnett O'Hara kot kitarist Kitara Dude
- Daran Norris kot Buda Bob, hišnik v Palm Woods
- David Cade v vlogi Jetta Stetsona,
- Tara Strong kot gospodična Collins, učiteljica v šoli Palm Woods
- Stephen Keys kot tovorni vlak, Gustavov telesni stražar
- Lorenzo Lamas kot dr. Hollywood, lokalni zdravnik
- Phil LaMarr kot Hawk, Gustavova konkurenca
- Ted Garcia kot on sam, novice
- Fabio Lanzoni kot on sam
- Chris Fabregas kot različni liki

### Zvezde gostov
- Erik Estrada kot Carlos-ov oče
- Lisa Rinna kot Brooke Diamond, Jamesova mama
- Michelle Grigg kot sama
- Jill-Michele Meleán kot Sylvia Garcia, Carlosova mati
- Holly Wortell kot Joanna Mitchell, Loganova mama
- Lita Ford kot sama
- Dee Bradley Baker kot gospod Smitty
- JC Gonzalez kot sam
- Matthew Moy kot bloger Deke
- Sammy Jay Wren kot Jenny Tinkler
- Curt Hansen kot Dak Zevon
- Elizabeth Gillies kot Heather Fox
- Russell Brand kot sam
- Tom Kenny kot Patchy gusar
- Cher Lloyd kot ona
- Rajiv Satyal kot znanstvenik
- Jordin Sparks kot ona
- Miranda Cosgrove kot sama
- Snoop Dogg kot sam
- Chris Paul kot sam
- Chris Masters kot sam
- Victoria Justice kot sama
- Alexa Vega kot sama
- JoJo Wright kot sam
- Fabio Lanzoni kot sam
- Austin Mahone kot sam
- Lucas Cruikshank kot sam

## Epizode
| Sezona | Število delov | Začetek predvajanja | Konec predvajanja |
| ------ | ------------- | ------------------- | ----------------- |
| 1      | 20            | 28. November 2009   | 20. Avgust 2010   |
| 2      | 29            | 25. September 2010  | 28. Januar, 2012  |
| 3      | 12            | 12. Maj 2012        | 10. November 2012 |
| 4      | 13            | 2. Maj 2013         | 25. Julji 2013    |

List of Big Time Rush episodes

## Filmska priredba
Konec leta 2011 so se pojavile novice, da bo televizijski film, ki temelji na televizijski seriji, premierno predstavljen. Vendar se promocija ni pojavila šele do februarja 2012. Film je bil premierno prikazan na Nickelodeonu 10. marca 2012 ob 20:00. Film si je ogledalo 13.1 milijon gledalcev. 

## Snemanje
Serijo je zasnoval in ustvaril Scott Fellows, prej ustvarjalec, izvršni producent in showrunner Nedovega razglašenega šolskega preživetja .  Fellows pravi, da je bil njegov navdih za predstavo glasbeno-komični šov The Monkees  - priljubljena in kulturno pomembna ameriška televizijska serija iz šestdesetih let prejšnjega stoletja o skupini štirih mladih odraslih moških, ki tvorijo rock skupino in izvajajo pesmi, medtem ko komično igrajo pustolovščine.  Čeprav je bila predstava koncept že leta 2007, serija ni imela dejanskega naslova do avgusta 2009. 

### Glasba
Big Time Rush je Nickelodeon Viacom Music Productions Band, ki ga sestavljajo štirje člani: Kendall Schmidt, James Maslow, Logan Henderson in Carlos Pena Jr. Nickelodeon, ki so sodelovali s Columbia / Epic Label Group, da bi pripravili oddajo, zato sta glasba in instrumentalni umetniki vključeni skozi celotno serijo. 
Debitantski album Big Time Rush, BTR, je izšel 11. oktobra 2010 preko Sony / Columbia .  Njihov drugi album z naslovom Elevate je izšel 21. novembra 2011. Big Time Rush so izdali svojo novo skladbo "If I Ruled the World" ft. Iyaz v iTunesu 22. julija.  Izdali so tudi številne nove pesmi, kot je "Music Sounds Better With U" (feat. Mann), "Love Me Love Me", "You're Not Alone" in "Superstar". Leta 2012 so izdali tudi tri single, "Paralyzed", "Blow Your Speakers" in "Epic". Opomba: Te skladbe so bile bonus skladbe na njihovem albumu "Elevate". "Blow Your Speakers" je bil bonus skladba za iTunes, "Paralyzed" pa je bil bonus skladba na uradni spletni strani Big Time Rush.  Potem je bil "Epic" bonus skladba na različici albuma v Veliki Britaniji. Poleti 2013 so izdali svojo tretjo zgoščenko, 24 / Seven . Med skladbami na zgoščenki je "We Are", ki je dobila nagrado Viewer's Choice. 
Nickelodeon je sodeloval z Columbia / Epic Label Group, da bi pripravil oddajo, ki v serijo vključuje originalno glasbo.  Big Time Rush je ena od treh oddaj Nickelodeon (ostale so iCarly in Victorious ), na katerih kabelsko omrežje sodeluje z glasbeno skupino za promocijo glasbe in predstav.  Los Angeles Times je bil kritičen do osredotočenosti oddaje na glasbo 
| “ | There is a marketing angle, to be sure, the same crossing of the revenue streams that powers. "Big Time Rush," was developed with Sony Music specifically to move units. | ” |

Zaključni utrinki oddaje Nickelodeon v oddaji vsebujejo kratke posnetke glasbenih video posnetkov za singel, ki jih prikazuje serija. Občasno so predstavljene polne različice videov. 
Oddaja vključuje čudaške zvočne učinke, nekaj smeha, podobnega smehu, glasbo in urejanje rez, ki so bolj šaljive glede na načrtovano demografijo gledalcev, starih od 10 do 18 let;  to je bilo značilno tudi za prejšnje delo ustvarjalca Scotta Fellowsa o Nickelodeonu. V oddaji pa ni smeha . Big Time Rush je nastopil na podelitvi nagrad Kids 'Choice 2010, nagradi Teen Choice 2010 in nastopil na podelitvi nagrad 2011 Kids' Choice Awards. pojavili so se tudi v epizodi BrainSurgea med tednom od 18. do 22. aprila 2011. 24. novembra 2011 je skupina izvedla državno himno na Cowboys Stadium za igro zahvalnosti NFL, ki je bila predvajana na CBS. Big Time Rush je izdal 3 albume, BTR, Elevate in 24Seven. 
Leta 2012 je bilo objavljenih več pesmi. Potrjeno je, da je Big Time Rush zajel skladbe The Beatles v njihovem novem filmu "Big Time Movie", ki je izšel 10. marca 2012. 
Z Victoria Justice so se leta 2013 odpravili na turnejo Summer Break. Njihova zadnja turneja je bila Big Time Rush: Live World Tour leta 2014 za mesec februar. 

## Kasting
Kasting po vsej državi  začel leta 2007.   Več kot 1500 najstnikov in mladih je bilo na avdiciji za štiri vloge.  James Maslow in Logan Henderson sta bila najlažja in prva igralca. Kendall Schmidt je bila zadnja igralska zasedba in najtežja vloga.  Vloga Kendalla Knighta je bila prvotno namenjena Curtu Hansenu, ki zdaj igra Daka Zevona v oddaji, ko pa se je pojavil veliko starejši od ostalih in je v pilotskem pilotu zvenel preveč kot James, so producenti opravili avdicijo in oddali Schmidta po priporočilu Logana Hendersona, ki je bil z igralcem tudi prijatelj pred igranjem. Snemanje serije se je začelo avgusta 2009.  Igralec Carlos Pena Jr. je pred tem sodeloval s Scottom Fellowsom pri Nedovem razveljavljenem vodniku za preživetje v šoli .  Ker je pravkar vstopil na bostonski konservatorij, da bi študiral glasbeno gledališče, Pena ni želel na avdicijo, a je na spodbudo svojega direktorja poslal kaseto.  Izvršnega producenta Scotta Fellowsa je za pisanje vsakega lika navdihnila osebnost igralca, ki ga igra. 
V tej oddaji poleg Pene nastopa še pet bivših Scott Fellows: Spencer Locke, Carlie Casey, Daran Norris, Adam Conway (kot ponavljajoči se člani zasedbe) in James Arnold Taylor (kot gostujoča zvezda).

## Lokacije
Serija je bila posneta v studiu 27, Paramount Pictures v Hollywoodu, Los Angelesu, Kalifornija. Enourna posebna premiera serije se je odvila v predmestju Los Angelesa in majhnem mestecu v Minnesoti .     

### Palm Woods
Hotel Palm Woods je izmišljeni hotel, v katerem fantje Big Time Rush, ga. Knight in Katie Knight živita v Hollywoodu. To je glavna nastavitev serije in veliko prizorov se odvija v preddverju Palm Woods, parku ali bazenu, pa tudi v apartmajih in celo prezračevalnih kanal. Običajno ga opisujejo kot dom bodočih zvezd, saj so njegovi prebivalci večinoma ambiciozni igralci / igralke, pevci, manekenke ali izvajalci, kot so Camille, Jo, Jennifers, Lucy, Guitar Dude, Tyler in mnogi drugi. Vodi ga strogi upravitelj g. Bitters, medtem ko Buda Bob dela kot hišnik. 

### Rocque Records
Rocque Records je izmišljena založba v lasti RCMCBT Global Net Sanyoid Corporation, založbe Big Time Rush in delovnega mesta Gustava Rocqueja in njegove asistentke Kelly. To je druga najpogosteje uporabljena postavitev zgodb Big Time Rush. Imena, ki so sodelovala pri založbi Rocque Records, vključujejo Jordin Sparks .. Konkurenčno podjetje se imenuje Hawk Records. Med kraji Rocque Recordsa so Gustavova pisarna, kopalnica in snemalni studiji (A in B). Namiguje se, da je založba parodija na Interscope Records in Jive Records .

### Apartma 2J
Apartma 2J je apartma Big Time Rush v hotelu Palm Woods. Sedanjo obliko je dobil v Big Time Crib, saj je bil prej enostavno, umazan in neurejen. Odlikuje ga vrtljivi diapozitiv in najnovejša domača elektronika ter arkadne igre. V njem naj bi v preteklosti stanovale Lindsay Lohan, Shia LeBeouf in Kanye West. Njegova notranjost se je še enkrat spremenila, ko je James  zapustil skupino za kratek čas (ko je prešel na Hawk Recordes), vendar se je kmalu vrnil v normalno stanje. 
Drugi znani apartmaji v Palm Woodsu so stanovanja Camille (4J), Jo (3I) in Lucy (2B).

### Uvod v epizodo
Vsaka epizoda se začne z uvodom , ki vodi v tematsko pesem. Uvodna tema je " Big Time Rush " in je predstavljena kot posnetki likov, pomešanih z animiranimi slikami knjižic, prizori iz različnih epizod in grafičnimi učinki. Od 2. sezone se Tanya Chisholm pojavlja v uvodnem zaporedju, saj je bila dodana v glavno zasedbo.

## Sprejem

### Sprejem občinstva
Enourni posebni predogled (ki služi kot pilot serije in prva epizoda) je na Nickelodeonu debitiral 28. novembra 2009 in zbral 3,6 občinstva milijonov gledalcev. Uradna premiera seriji na 18. januar 2010 (ki je sledila premiero iCarly special " iSaved Your Life "), je gledal s skupno 6,8 milijonov gledalcev, prvenec Nickelodeona z najvišjo oceno v živo v akciji. 

### Kritičen sprejem
Oddaja je prejela mešane kritike.  The Pittsburgh Post-Gazette je izjavil, da je šov "Nickov poskus zgraditi pop skupino Jonas Brothers . To je Nickov odgovor na Disney Channel ' JONAS ', čeprav nekoliko manj organski, saj v 'Rush' ni bratov in sester. "  Hartford Courant je za serijo izjavil, da "ni tako dobra" oddaja "s svojim tankim popom in nesmešnimi komedijami".  Boston Globe je predstavo predstavil kot "en primer na vedno večjem seznamu otroških oddaj, ki otrokom prodajajo fantazije o showbizu. Žanr je močnejši kot kdaj koli prej in bolj zasnovan na ugodnostih glamuroznega hollywoodskega življenjskega sloga ... izpolnitev želja v času, ko so tabloidne sanje vseprisotne. "  DVD Talk je imel naslednji pregled Big Time Rush: Sezona 1, zvezek 1 DVD. "Težko bi izdeloval takšen opis, ki bi bil zame manj zanimiv, a kljub temu, ko sem prebiral to zbirko od začetkov serije, sem se pogosto znašel spremenjen in zabaven. Povejte, kaj boste želeli o Nickelodeonovem najstniškem programiranju, vendar imajo veščino, da ustvarijo trden sitcom do znanosti. " 
| Year | Award                               | Category                                                                   |                                                                                        | Result      |
| ---- | ----------------------------------- | -------------------------------------------------------------------------- | -------------------------------------------------------------------------------------- | ----------- |
| 2010 | 2010 Australian Kids' Choice Awards | Fave TV Star                                                               | Big Time Rush                                                                          | nominiran/a |
| 2010 | Casting Society of America          | Outstanding Achievement in Casting - Children's Series Programming         | Tara-Anne Johnson Carol Goldwasser Sharon Chazin Lieblein Howard Meltzer Geralyn Flood | nominiran/a |
| 2011 | 2011 Kids' Choice Awards            | Favorite TV Show                                                           | Big Time Rush                                                                          | nominiran/a |
| 2011 | 2011 UK Kids' Choice Awards         | Nick UK's Favourite Show                                                   | Big Time Rush                                                                          | nominiran/a |
| 2011 | 2011 Australian Kids' Choice Awards | Fave TV Star                                                               | Big Time Rush                                                                          | nominiran/a |
| 2011 | Young Artist Awards                 | Best Performance In A TV Series - Guest Starring Young Actor 18-21         | Thomas Kasp                                                                            | nominiran/a |
| 2011 | Young Artist Awards                 | Best Performance In A TV Series - Recurring Young Actor Ten and Under      | Tucker Albrizzi                                                                        | nominiran/a |
| 2011 | Young Artist Awards                 | Best Performance In A TV Series - Recurring Young Actress 17-21            | Erin Sanders                                                                           | Osvojil/a   |
| 2011 | Youth Rocks Awards                  | Rockin' Ensemble Cast (TV/ Comedy)                                         | Big Time Rush                                                                          | nominiran/a |
| 2011 | Kids' Choice Awards Mexico          | Favorite International Show                                                | Big Time Rush                                                                          | Osvojil/a   |
| 2011 | Kids' Choice Awards Argentina 2011  | Favorite International TV Show                                             | Big Time Rush                                                                          | nominiran/a |
| 2011 | Meus Prêmios Nick Brazil            | Favorite TV Show                                                           | Big Time Rush                                                                          | nominiran/a |
| 2012 | Young Artist Awards                 | Best Performance In A TV Series - Supporting Young Actress                 | Ciara Bravo                                                                            | nominiran/a |
| 2012 | Young Artist Awards                 | Best Performance In A TV Series - Guest Starring Young Actor Ten and Under | Tucker Albrizzi                                                                        | nominiran/a |
| 2012 | Young Artist Awards                 | Best Performance In A TV Series - Recurring Young Actress 17-21            | Erin Sanders                                                                           | Osvojil/a   |
| 2012 | Kids' Choice Awards Mexico          | Favorite International Show                                                | Big Time Rush                                                                          | nominiran/a |
| 2012 | Kids' Choice Awards Argentina       | Favorite International TV Show                                             | Big Time Rush                                                                          | nominiran/a |
| 2012 | TV Grama Awards                     | International Pop Series                                                   | Big Time Rush                                                                          | nominiran/a |
| 2012 | Hollywood Teen TV Awards            | Favorite Television Actor                                                  | Kendall Schmidt                                                                        | nominiran/a |
| 2013 | 2013 Kids' Choice Awards            | Favorite TV Actor                                                          | Carlos Pena                                                                            | nominiran/a |
| 2013 | Kids Choice Awards México 2013      | Favorite International TV Show                                             | Big Time Rush                                                                          | nominiran/a |
| 2013 | Kids Choice Awards Argentina        | Favorite International Program                                             | Big Time Rush                                                                          | Osvojil/a   |
| 2014 | Kids Choice Awards Colombia         | Favorite International TV Series                                           | Big Time Rush                                                                          | Osvojil/a   |
| 2014 | Shorty Awards                       | Best TV Show in Social Media                                               | Big Time Rush                                                                          | nominiran/a |
| 2015 | Shorty Awards                       | Best TV Show in Social Media                                               | Big Time Rush                                                                          | nominiran/a |
| 2017 | Kids Choice Awards Colombia         | 20 Years Of Nick In Latin America                                          | Big Time Rush                                                                          | nominiran/a |
| 2017 | Kids Choice Awards Mexico           | 20 Years Of Nick In Latin America                                          | Big Time Rush                                                                          | Osvojil/a   |
| 2017 | Meus Prêmios Nick Brazil            | Nick Retro / 20 Years Of Nick                                              | Big Time Rush                                                                          | nominiran/a |
| 2017 | Kids' Choice Awards Argentina       | Favorite International Nick Show of The Past 20 years                      | Big Time Rush                                                                          | Osvojil/a   |

## Oddaja
Serija se po vsem svetu predvaja na Nickelodeonu . Konec leta 2015 so v programu Prime v sklopu kampanje Nick Hits na voljo vse štiri sezone Big Time Rush . Junija 2018 je bilo napovedano, da bo Big Time Rush pretakal Hulu .  Novembra 2018 je na sporedu Hulu na voljo Big Time Rush .

### 1. sezona
Predogled je bil predvajan v Avstraliji in na Novi Zelandiji 10. aprila 2010, premiera pa je bila 15. maja 2010.  Predogled je bil izveden 16. aprila 2010, premiera pa je bila 31. maja 2010 v jugovzhodni Aziji . V Združenem kraljestvu in na Irskem je bil predogled predvajan 27. maja 2010 in premierno prikazan 21. junija 2010. V Kanadi je bil predogled predvajan 6. avgusta 2010, premiera pa je bila 6. septembra 2010. 

### 2. sezona
Premiera je bila januarja 2011 v Avstraliji in na Novi Zelandiji ter februarja 2011 v Veliki Britaniji in na Irskem.

### 3. sezona
Tretja sezona je bila premierno predstavljena novembra 2012 v Avstraliji in na Novi Zelandiji ter decembra 2012 v Veliki Britaniji in na Irskem.

### 4. sezona
Premiera je bila avgusta 2013 v Kanadi in konec leta 2013 v Veliki Britaniji in na Irskem.